# Gavrilov-Jamskij rajon
Il Gavrilov-Jamskij rajon (in russo Гаврилов-Ямский район?) è un rajon dell'Oblast' di Jaroslavl', nella Russia europea; il capoluogo è Gavrilov-Jam. Ricopre una superficie di 1.120 chilometri quadrati.